# Canottaggio ai Giochi della VII Olimpiade - Singolo maschile
La competizione del singolo maschile dei Giochi della VII Olimpiade si è svolta nel Canale Willebroek, Vilvoorde presso Anversa dal 27 al 29 agosto 1920.

## Risultati

### Batterie
Si disputarono il giorno 27 agosto. I vincitori avanzarono alle semifinali
| Pos. | Atleta         | Nazione        | Tempo  |
| ---- | -------------- | -------------- | ------ |
| 1    | Jack Beresford | Gran Bretagna  | 7'45"0 |
| 2    | Max Schmid     | Svizzera       | 7'49"0 |
| 3    | Gustav Zinke   | Cecoslovacchia | n/d    |

| Pos. | Atleta         | Nazione     | Tempo  |
| ---- | -------------- | ----------- | ------ |
| 1    | Frits Eijken   | Paesi Bassi | 7'50"0 |
| 2    | Nino Castelli  | Italia      | 7'59"0 |
| 3    | Jacques Haller | Belgio      | n/d    |

| Pos. | Atleta        | Nazione     | Tempo  |
| ---- | ------------- | ----------- | ------ |
| 1    | Jack Kelly    | Stati Uniti | 7'44"2 |
| 2    | Nils Ljunglöf | Svezia      | 7'49"6 |

| Pos. | Atleta                   | Nazione       | Tempo  |
| ---- | ------------------------ | ------------- | ------ |
| 1    | Clarence Hadfield D'Arcy | Nuova Zelanda | 8'05"0 |
| 2    | Theodor Eyrich           | Danimarca     | 8'11"0 |

### Semifinali
Si disputarono il giorno 28 agosto.  I vincitori avanzarono alla finale. Medaglia di bronzo al miglior tempo degli sconfitti.
| Pos. | Atleta         | Nazione       | Tempo  |
| ---- | -------------- | ------------- | ------ |
| 1    | Jack Beresford | Gran Bretagna | 7'45"0 |
| 2    | Frits Eijken   | Paesi Bassi   | 7'50"4 |

| Pos.   | Atleta                   | Nazione       | Tempo  |
| ------ | ------------------------ | ------------- | ------ |
| 1      | Jack Kelly               | Stati Uniti   | 7'46"2 |
| Bronzo | Clarence Hadfield D'Arcy | Nuova Zelanda | 7'49"2 |

### Finale
Si disputò il giorno 29 agosto.
| Pos.    | Atleta         | Nazione       | Tempo  |
| ------- | -------------- | ------------- | ------ |
| Oro     | Jack Kelly     | Stati Uniti   | 7'35"0 |
| Argento | Jack Beresford | Gran Bretagna | 7'36"0 |